# Morella chimanimaniana
Morella chimanimaniana är en porsväxtart som beskrevs av Bernard Verdcourt och Polhill. Morella chimanimaniana ingår i släktet Morella och familjen porsväxter. Inga underarter finns listade i Catalogue of Life.